# Ureterossigmoidostomia
Ureterossigmoidostomia é um procedimento cirúrgico no qual os ureteres, que carregam a urina dos rins, são desviados para o cólon sigmóide. É um procedimento realizado para tratamento do câncer de bexiga, quando a bexiga urinária tem de ser removida.